# 小行星5295
小行星5295（英語：5295 Masayo）是一颗围绕太阳公转的小行星。1991年2月5日，水野義兼、古田俊正在可儿市发现了此天体。
这颗小行星的绝对星等为84.76850625668389等。